# Titus Albucius
Titus Albucius, (préteur environ 105 av. J.-C.) était un fameux orateur de la fin de la République romaine de la gens des Albucius.

## Biographie
Il a fait ses études à Athènes à la fin du IIe siècle av. J.-C., et a appartenu à l'école des Epicuriens. Il connaissait parfaitement la littérature grecque, au point que Cicéron, le disait presque grec, tout en le reconnaissant comme un esprit éclairé . Caius Lucilius, se moquait également de son amour immodéré de la Grèce.
Sans succès, il accusa Quintus Mucius Scaevola, un augure, pour sa mauvaise administration (repetundae) de sa province.
En 105 av. J.-C., Albucius est préteur en Sardaigne, et à la suite d'un insignifiant succès obtenu contre des voleurs, il célébra son triomphe dans sa province. De retour à Rome, il envoya au Sénat une requête qui fut récusée en 103 av. J.-C., du fait de ses repetundae par Caius Julius Caesar, et il fut même condamné. Caius Julius Caesar Strabo Vopiscus se proposa même comme accusateur public, alors qu'il avait été le questeur d'Albucius. Après sa condamnation, il retourna à Athènes pour s'y adonner à ses études. Il a laissé de nombreux écrits, qui auraient été lus par Cicéron.